# Запорожченко, Григорий Андреевич
Григорий Андреевич Запорожченко (1907—1979) — старший сержант Рабоче-крестьянской Красной Армии, участник Великой Отечественной войны, Герой Советского Союза (1943).

## Биография
Родился 19 апреля 1907 года в городе Изюм (ныне — Харьковская область Украины). После окончания семи классов школы работал на производстве.
В июле 1941 года призван на службу в Рабоче-крестьянскую Красную Армию. К сентябрю 1943 года гвардии старший сержант Григорий Запорожченко командовал отделением связи 104-й гвардейской отдельной роты связи 73-й гвардейской стрелковой дивизии 7-й гвардейской армии Степного фронта. Отличился во время битвы за Днепр.
В ночь с 24 на 25 сентября 1943 года вместе с передовыми частями переправился через Днепр в районе села Бородаевка Верхнеднепровского района Днепропетровской области Украинской ССР и проложил по дну реки кабель связи. За период с 27 сентября по 7 октября отделение Запорожченко исправило около 100 повреждений кабеля, приняло участие в отражении ряда немецких контратак.
Указом Президиума Верховного Совета СССР от 26 октября 1943 года за «образцовое выполнение боевых заданий командования на фронте борьбы с немецкими захватчиками и проявленные при этом мужество и героизм» гвардии старший сержант Григорий Запорожченко был удостоен высокого звания Героя Советского Союза с вручением ордена Ленина и медали «Золотая Звезда» за номером 1348.
После окончания войны был демобилизован. Вернулся в Харьковскую область, работал в колхозе полеводом, бригадиром. Умер 30 ноября 1979 года, похоронен в посёлке Боровая Харьковской области Украины.
Был также награждён орденом Красной Звезды и рядом медалей.